# Obwa
Die Obwa (russisch О́бва) ist ein rechter Nebenfluss der Kama in der russischen Region Perm.
Die Obwa entspringt an der Ostflanke der Kamahöhen.
Sie fließt anfangs in südöstlicher Richtung, später wendet sie sich nach Nordosten. Schließlich erreicht sie eine südwestliche Bucht des Kamastausees und mündet in diesen. 
Die Obwa durchfließt die Verwaltungsbezirke Siwa, Karagai und Iljinski.
Im Unterlauf ist die Obwa stark gewunden.
Größte Stadt am Flusslauf ist das Rajon-Verwaltungszentrum Karagai.
Die wichtigsten Nebenflüsse der Obwa sind Jawa und Nerdwa von links, sowie Siwa, Bub und Lyswa von rechts.
Die Obwa hat eine Länge von 247 km. Ihr Einzugsgebiet umfasst 6720 km².
Sie wird hauptsächlich von der Schneeschmelze gespeist.
Der mittlere Abfluss beträgt 41,7 m³/s.
Ende Oktober / November gefriert der Fluss. 
Ende April / Anfang Mai ist die Obwa in der Regel wieder eisfrei.